# فيروز جنغ الأول
مِير شِهَابُ الدِّين صِدِّيقِي فَرزَند أرجُمَنْد النَّوَّاب غَازِي الدِّينِ خَان بَاي أفَندِي بَهَادُر فَيرُوز جُنگ الأوَّل سپهسالار (ق. 1649م - 8 كانون الأوَّل (ديسمبر) 1710م) المعروف اختصارًا بِـ«غازي الدين خان» هو قائد عسكري بارز ونبيل في الدَّولة المغوليَّة في الهند، تعود أصوله إلى آسيا الوسطى. كان عُضوًا مُفضَّلًا في البلاط وهو والد آصف جاه قمر الدِّين مؤسِّس دولة حيدر آباد، وقد سطع نجمه في المعارك الدَّكنيَّة المحوريَّة. تولَّى صوبداريَّة بيرار وأجمير والگجرات حتَّى وفاته، وكان من أعيان الفصيل الطوراني في بلاط الهند المغوليَّة.